# Alcipe de David
L'alcipe de David (Alcippe davidi) és un ocell de la família dels alcipeids (Alcippeidae).

## Hàbitat i distribució
Habita boscos de muntanya del sud, centre i est de la Xina i nord-oest del Vietnam.

## Taxonoma
Considerat una subespècie d'Alcippe morrisonia, recentment ha estat considerat una espècie diferent pel Congrés Ornitològic Internacional arran els treballs de Song et al. 2009.